# Calophyllum savannarum
Espèce
Statut de conservation UICN

 VU D2 : Vulnérable
Calophyllum savannarum est une espèce de plantes à fleurs de la famille des Clusiaceae, selon la classification classique, des Calophyllaceae, selon la classification phylogénétique.

## Publication originale
- Journal of the Arnold Arboretum 22: 352. 1941.